# Przejście graniczne Krzanowice-Chuchelná (drogowe)
Przejście graniczne Krzanowice-Chuchelná – polsko-czeskie przejście graniczne małego ruchu granicznego i na szlaku turystycznym położone w województwie śląskim, w powiecie raciborskim, w gminie miejsko-wiejskiej Krzanowice, w miejscowości Krzanowice, zlikwidowane w 2007.

## Opis
Przejście graniczne turystyczne Krzanowice-Chuchelná w rejonie znaku granicznego nr II/32 (IV/32) zostało utworzone 13 kwietnia 2005. Czynne było przez cały rok: w okresie wiosenno-letnim (kwiecień–wrzesień) w godz. 8.00–20.00, a w drugiej połowie roku w godz. 8.00–18.00. Dopuszczony był ruch pieszych, rowerzystów i narciarzy. Doraźnie kontrolę graniczną i celną osób, towarów oraz środków transportu wykonywała Graniczna Placówka Kontrolna Straży Granicznej w Pietraszynie.
Przejście graniczne małego ruchu granicznego Krzanowice-Chuchelná zostało utworzone 19 lutego 1996. Czynne było w godz. 6.00–22.00 przez cały rok. Dopuszczony był ruch pieszych, rowerzystów, motorowery o pojemności skokowej silnika do 50 cm³ i transport rolniczy. Odprawę graniczną i celną wykonywały organy Straży Granicznej. Doraźnie kontrolę graniczną i celną osób, towarów oraz środków transportu wykonywała Strażnica SG w Krzanowicach.
Do przejścia granicznego można było dojechać drogą wojewódzką nr 917.
21 grudnia 2007 na mocy układu z Schengen przejścia graniczne zostały zlikwidowane.
Do przekraczania granicy państwowej z Republiką Czeską na szlakach turystycznych uprawnieni byli obywatele następujących państw:

1. Republika Austrii
2. Królestwo Belgii
3. Republika Grecji
4. Królestwo Danii
5. Republika Estonii
6. Republika Finlandii
7. Republika Francuska
8. Królestwo Hiszpanii
9. Królestwo Niderlandów
10. Państwo Izrael
11. Japonia
12. Republika Irlandii
13. Republika Islandii
14. Kanada
15. Wielkie Księstwo Luksemburga
16. Republika Litewska
17. Republika Łotewska
18. Republika Federalna Niemiec
19. Królestwo Norwegii
20. Republika Portugalska
21. Republika Słowacka
22. Republika Słowenii
23. Stany Zjednoczone Ameryki Północnej
24. Konfederacja Szwajcarska
25. Królestwo Szwecji
26. Republika Węgierska
27. Zjednoczone Królestwo Wielkiej Brytanii i Irlandii Północnej
28. Republika Włoska
29. Republika Cypryjska[7]
30. Księstwo Liechtensteinu[7]
31. Republika Malty[7].

### Przejście graniczne z Czechosłowacją
W okresie istnienia Czechosłowackiej Republiki Socjalistycznej od 13 kwietnia 1960, funkcjonowało w tym miejscu polsko-czechosłowackie przejście graniczne małego ruchu granicznego Krzanowice-Chuchelná – II kategorii. Czynne było w okresie 15 marca–30 listopada w godz. 6.00–19.00. Dopuszczony był ruch osób i środków transportu na podstawie przepustek w związku z użytkowaniem gruntów. Odprawę graniczną i celną wykonywały organy Wojsk Ochrony Pogranicza. Kontrolę graniczną i celną osób, towarów oraz środków transportu wykonywała Strażnica WOP Krzanowice.

## Galeria

Przejście graniczne Krzanowice-Chuchelná (drogowe)
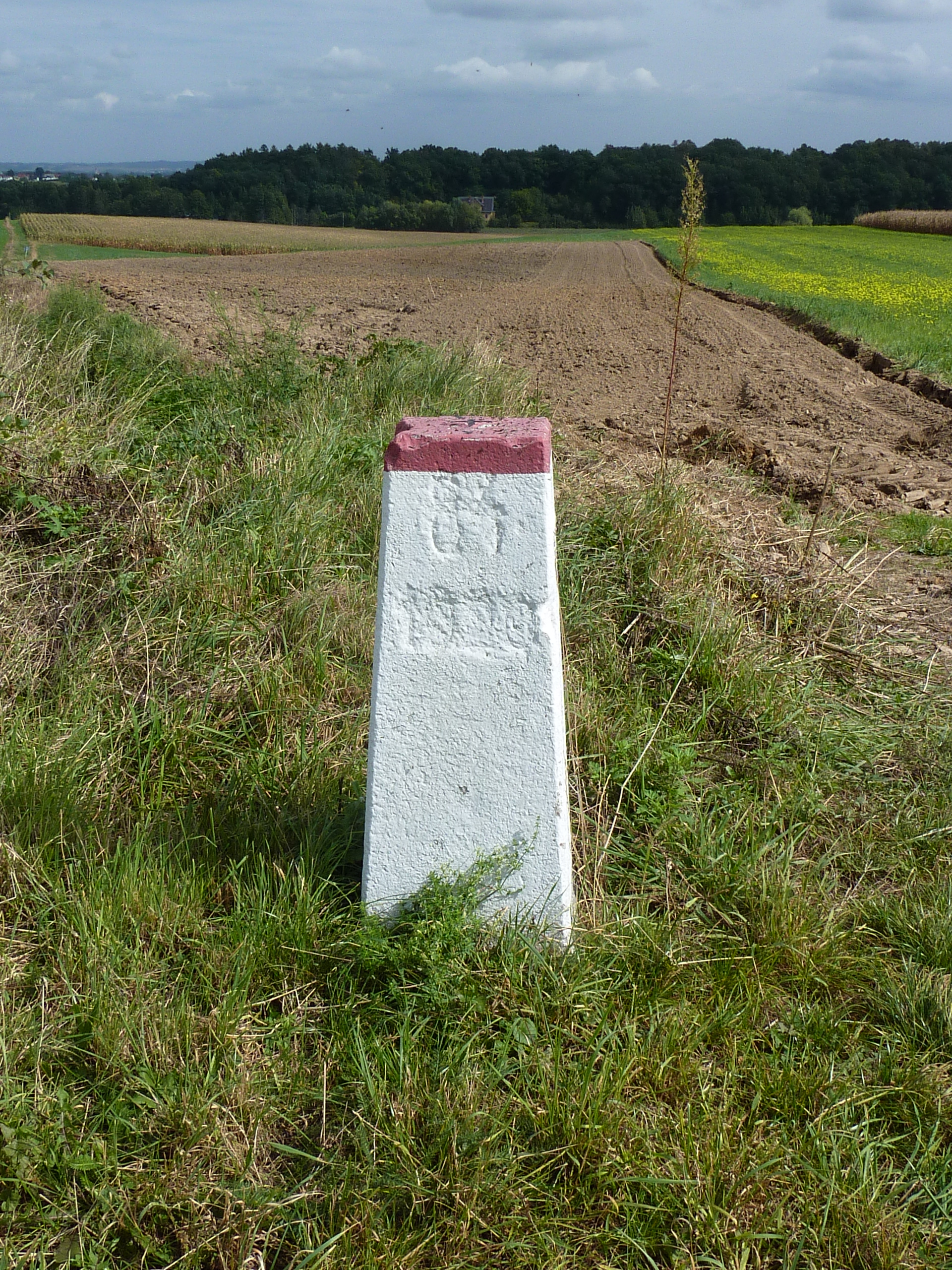
Znak gran. w rej. przejścia granicznego (wrzesień 2012)
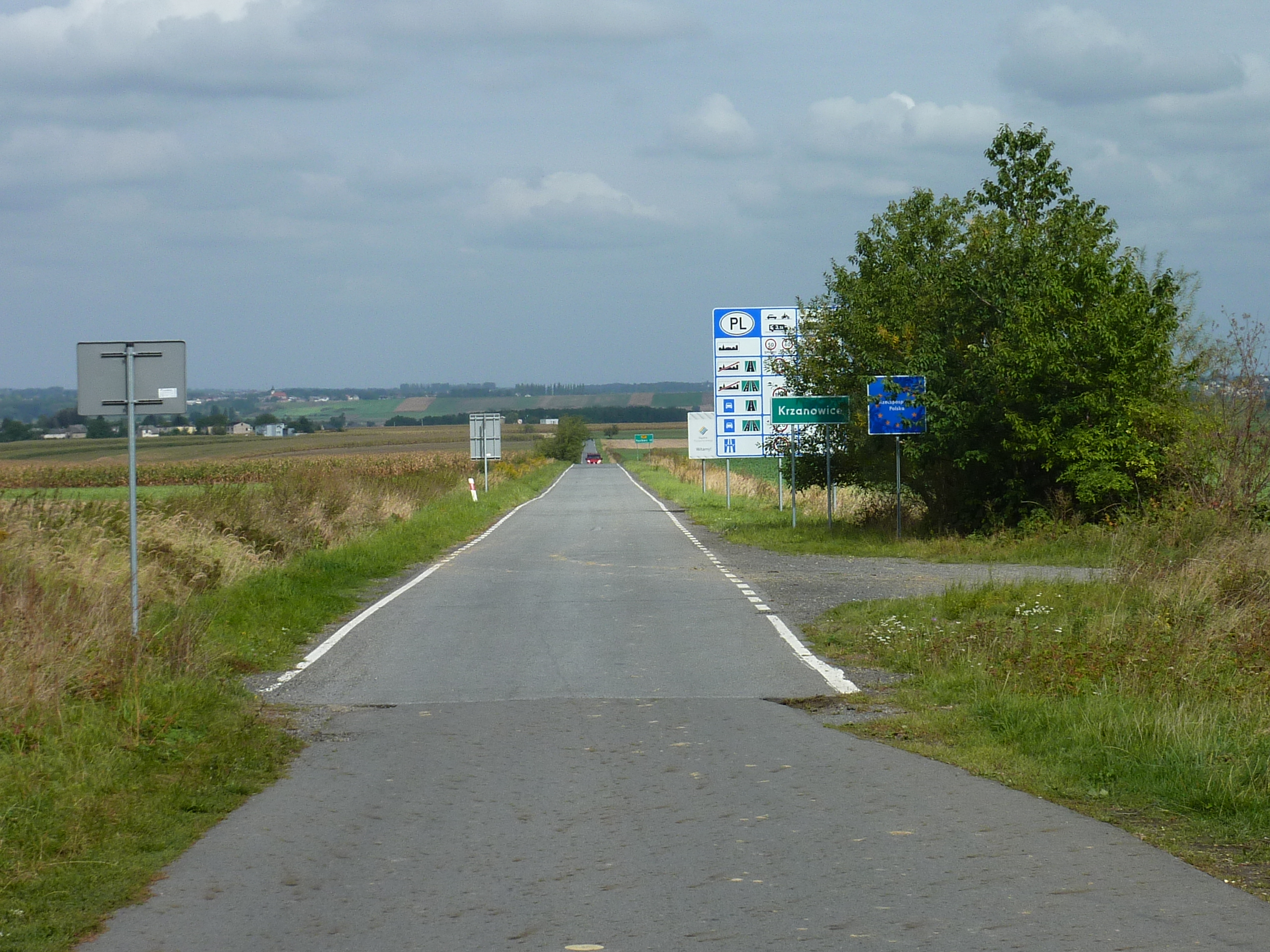
Widok od strony czeskiej (wrzesień 2012)